# Josep Piqué
Josep Piqué Camps (Villanueva y Geltrú, Barcelona, 21 de febrero de 1955 - Madrid, 6 de abril de 2023) fue un político, economista y empresario español, ministro de distintas carteras durante los gobiernos de José María Aznar, entre 1996 y 2003. Desde diciembre de 2007 hasta agosto de 2013, fue el presidente de la compañía aérea Vueling. El 1 de octubre de 2013 fue nombrado consejero delegado y vicepresidente segundo de OHL. Fue el director ejecutivo de Política Exterior, grupo editorial centrado en el análisis de las relaciones internacionales cuyo consejo asesor está compuesto por todos los exministros de Asuntos Exteriores de España.

## Biografía
Josep Piqué nació el 21 de febrero de 1955 en Villanueva y Geltrú, capital de la comarca de Garraf, hijo de José Piqué Tetas, último alcalde franquista de Villanueva y Geltrú, más tarde afiliado a UCD. Estudió Ciencias económicas y empresariales, así como Derecho, en la Universidad de Barcelona, centro en el que fue profesor e impartió clases de Teoría económica. En la década de 1980 se inició en actividades empresariales de la mano de Macià Alavedra, quien le introdujo en los círculos del grupo KIO. Piqué llegó a presidir las sociedades Erkimia (1989), Fesa-Enfersa (1991) y Ercros (1992).

### Etapa política
En su juventud militó en organizaciones políticas de izquierda, como el Partido Socialista Unificado de Cataluña (PSUC), de ideología comunista, y de extrema izquierda, como Bandera Roja. Fue compañero de promoción de Anna Birulés, ministra de Ciencia y Tecnología en el gobierno de Aznar. Fue Doctor en Ciencias Económicas y Empresariales y licenciado en Derecho por la Universidad de Barcelona.
Cuando el Partido Popular (PP) formó gobierno en España en 1996, con José María Aznar como presidente, Piqué fue nombrado Ministro de Industria, aún sin ser militante. Hacia finales de 1998 compaginó la cartera de Industria con la de portavoz del Gobierno. En la siguiente legislatura, ocupó los cargos de Ministro de Asuntos Exteriores de 2000 a 2002, y Ministro de Ciencia y Tecnología de 2002 a 2003. Desde octubre de 2002 hasta julio de 2007 fue el presidente del Partido Popular de Cataluña (PPC).
Piqué fue acusado de fraude cuando él era ministro por sus actividades como presidente de la empresa Ercros en 1992. Sin embargo, fue exculpado y la Audiencia Nacional archivó definitivamente el caso Ertoil. Josep Pique también fue director de Expal, empresa integrante del grupo Ercros dedicada a la fabricación de armas y explosivos.[cita requerida]
Siendo Ministro de Asuntos Exteriores se alineó incondicionalmente con las posiciones del gobierno estadounidense de George W. Bush, a diferencia de otros países europeos, y apoyó públicamente al presidente de facto de Venezuela, Pedro Carmona Estanga, que ocupó el cargo durante dos días al intentar derrocar a Hugo Chávez mediante un golpe de Estado el 11 de abril de 2002.
Josep Piqué se presentó como candidato del Partido Popular a las elecciones de 2003 a la presidencia de la Generalidad de Cataluña, aunque sólo pudo conseguir un cuarto puesto en número de diputados, tras otros partidos como CiU, PSC y ERC.
El 19 de julio de 2007, Josep Piqué presentó su dimisión irrevocable como presidente del PPC y diputado del Parlamento de Cataluña después de hacerse pública la decisión del secretario general nacional del partido, Ángel Acebes, de no contar con los hombres de confianza de Piqué como responsables del comité de campaña del PP catalán para las elecciones generales.

### Regreso al mundo empresarial
El 12 de noviembre de 2007, Josep Piqué fue nombrado presidente de la aerolínea de bajo coste Vueling en sustitución de Barbara Cassani. Participó en el consejo de administración de Applus y ostentó la presidencia del Círculo de Economía de Cataluña. 
A principios de 2009 lanzó Pangea 21 Consultora Internacional, una firma especializada en asesorar a las empresas a salir al exterior, especialmente a los países emergentes. En ella ocupó el cargo de presidente, y contaba con dos socios más: Pedro Ferreras (expresidente de la SEPI) y Miquel Nadal (exsecretario de Asuntos Exteriores).
En febrero de 2012, el presidente del gobierno de España, Mariano Rajoy, nombró a Piqué representante del Estado en el consejo de administración del gigante aeronáutico europeo EADS, dueño de Airbus y Eurocopter entre otros, con gran repercusión internacional. Cesó del cargo en 2014.
El 12 de agosto de 2013, dejó de ser presidente de Vueling, y un mes después sufrió una 'leve hemorragia cerebral'. El 1 de octubre de 2013, fue nombrado consejero delegado y vicepresidente segundo de OHL. Dejó el puesto en 2016. Desde el 19 de enero de 2017 hasta su fallecimiento era miembro del consejo de administración de SEAT y presidía su comisión de auditoría.
El 13 de julio de 2017 fue nombrado consejero (independiente) y miembro de la Comisión de Nombramientos y Retribuciones de Abengoa. El 13 de octubre de 2017 fue nombrado consejero independiente de Aena. El 19 de diciembre de 2017 fue nombrado presidente de la compañía aeronáutica ITP Aero (Grupo Rolls-Royce). En abril de 2018 fue nombrado consejero dominical del banco de inversión español Alantra (antiguo N+1), en representación del máximo accionista y multimillonario residente entonces en Suiza Ricardo Portabella, y abandonó el cargo tres años más tarde (abril de 2021) alegando razones personales.
En julio de 2021 fue multado, junto con el resto de exconsejeros de Abengoa, por la CNMV (Comisión Nacional del Mercado de Valores) por infracción muy grave al no presentar las cuentas completas del ejercicio 2019, para no tener que hacerlo como empresa en liquidación y seguir intentarlo salvarla en una situación de incertidumbre que supuso la suspensión de la cotización de las acciones de la compañía sevillana.
Falleció el 6 de abril de 2023, en el Hospital 12 de Octubre, a la edad de 68 años.

## Familia
Desde el 22 de mayo de 2009 hasta su fallecimiento estuvo casado con Gloria Lomana, exdirectora de informativos de Antena 3.

## Libros
- Coautor "Catalanisme. 80 mirades (i+)" (ED Libros, 2019)
- Coautor de "La unión hace la fuerza. Europa ante los desafíos del siglo XXI" (Deusto, 2019)
- "El mundo que nos viene"  (Deusto, 2018)
- Coautor del "Cuaderno de Estrategia 196. Oriente Medio tras el Califato) (Publicaciones IEEE, 2018)
- Prólogo del libro de José Manuel García Margallo "Por una convivencia democrática: una propuesta de reforma para adaptar la Constitución al siglo XXI" (Deusto, 2017)
- Coautor de "Escucha, Cataluña. Escucha, España" (Península, 2017)
- Prólogo del libro de Alejandro Macarrón Larumbe "El suicidio demográfico en Occidente y medio mundo. ¿A la catástrofe por la baja natalidad" (Createspace Independent Publishing Platform, 2017)
- "Cambio de era. Un mundo en movimiento: de Norte a Sur y de Oeste a Este"  (Planeta, 2013)